# Mirosul de iarbă tăiată

Eliberarea după tăierea gazonului este responsabilă pentru mirosul de iarbă proaspăt tăiată.

Mirosul de iarbă proaspăt tăiată este un miros⁠(d) cauzat de substanțele volatile din frunzele verzi⁠(d) eliberate atunci când frunzele sunt deteriorate. Deteriorarea mecanică a ierbii din activități precum tunsul gazonului are ca rezultat eliberarea de cis-3-hexenal⁠(d) și alți compuși care contribuie la un miros de iarbă sau de „verde”. cis-3-Hexenalul are un prag scăzut de detectare a mirosului⁠(d) la oameni, care îl pot percepe la concentrații de până la 0,25 părți per miliard.
Substanțele responsabile pentru mirosul de iarbă proaspăt tăiată joacă un rol în comunicarea plantelor⁠(d) și apărarea plantelor împotriva erbivorelor⁠(d), funcționând ca un semnal de primejdie care avertizează alte plante despre un pericol iminent și, în unele cazuri, ca o modalitate de a atrage prădătorii insectelor care consumă iarbă. Pentru oameni, mirosul de iarbă proaspăt tăiată este legat prin memoria olfactivă⁠(d) de experiențele trecute care implică mirosul și poate evoca nostalgie, provocând asocieri cu primăvara sau vara.

## Compoziția chimică
Când iarba este tăiată sau deteriorată, enzimele lipoxigenaze⁠(d) încep o descompunere a membranelor din celulele plantei, producând acizi linoleic și linolenic. Expunerea la oxigen duce la formarea cis-3-hexenalului⁠(d), care se descompune rapid în cis-3-hexenol (alcool de frunze) și (E)-2-hexenal (aldehidă de frunze). Aceste substanțele volatile din frunzele verzi⁠(d) (GLV) sunt o combinație de alcooli, aldehide și esteri. Hidrocarburile oxigenate provoacă un miros „de verde”.

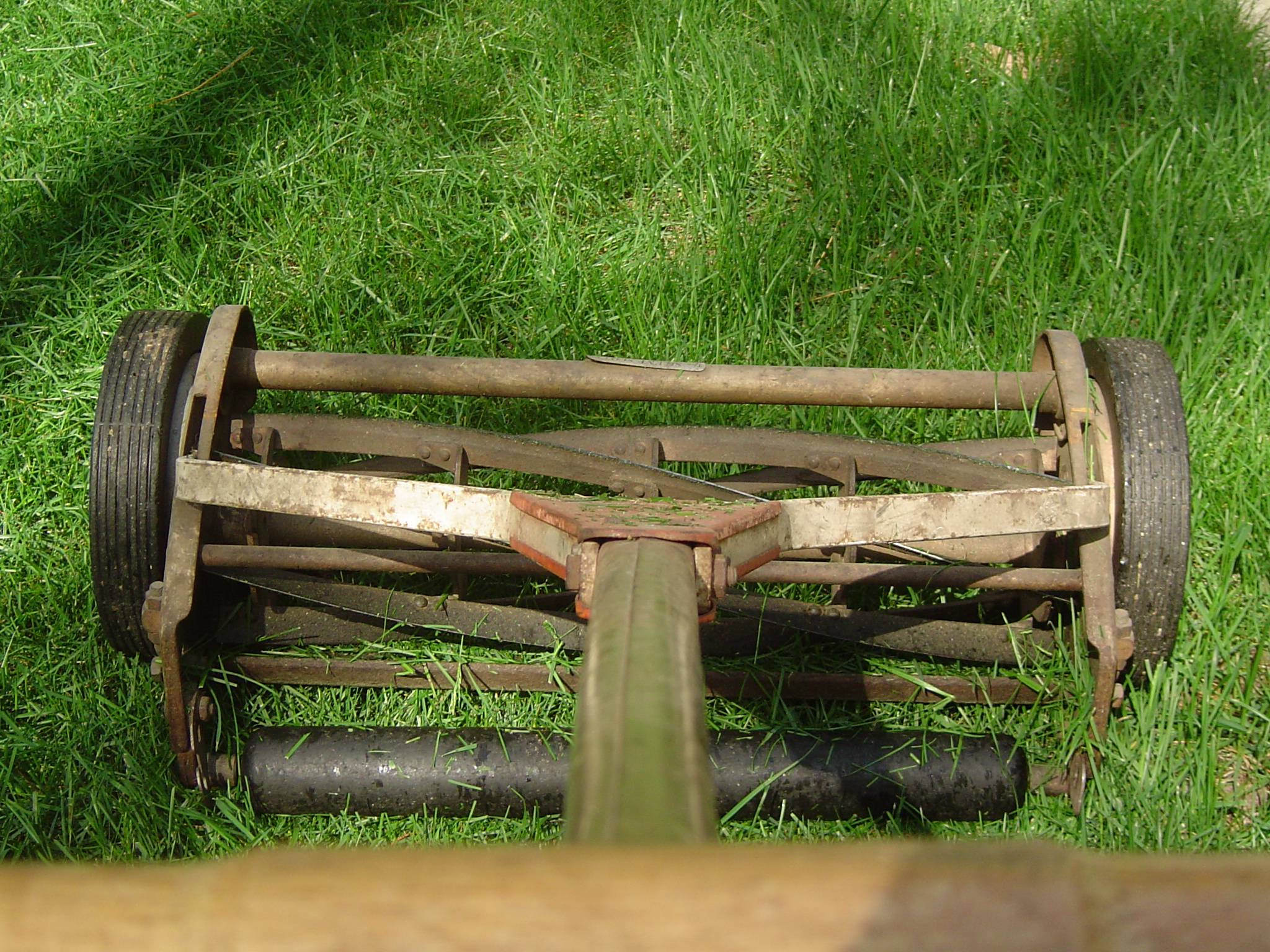
Mirosul de iarbă proaspăt tăiată este evident imediat după deteriorarea mecanică, cum ar fi cea provocată de tunderea gazonului.

Principalul compus responsabil pentru mirosul de iarbă proaspăt tăiată este cis-3-hexenal⁠(d). Are un prag scăzut de detectare a mirosurilor⁠(d) pe care oamenii îl pot percepe la concentrații de până la 0,25 părți pe miliard. Compusul este foarte instabil și se descompune în (E)-2-hexenal (aldehidă de frunze), ceea ce poate explica de ce se spune că mirosul se estompează rapid.
Compoziția substanțelor volatile din frunzele verzi produse de iarba tăiată variază. În peluze, fânețe și pajiști, pot fi prezente și alte specii de plante, cum ar fi trifoiul. Trifoiul dulce poate conferi un miros asemănător fânului sau vaniliei datorită prezenței cumarinei.
Dacă ierburile eliberează pasiv hidrocarburi și ca răspuns la lumina puternică a soarelui, atunci când sunt tăiate sau deteriorate, emisiile pot crește de până la 180 de ori. O a doua eliberare de compuși organici volatili are loc după ce iarba a fost tăiată. Într-un experiment care a analizat păiușul roșu (Festuca rubra⁠(d)) și trifoiul alb (Trifolium repens⁠(d)) tăiate, s-au constatat eliberări prelungite de (Z)-3-hexenal, (Z)-3-hexenol și acetat de hexenil. Emisiile conțineau și acetaldehidă, acetonă, butanonă, metanol și posibil formaldehidă. Hidrocarburile foarte reactive eliberate de iarba tăiată se combină cu gaze precum oxizii de azot și exacerbează smogul fotochimic și poluarea aerului urban, contribuind la formarea aerosolilor și a ozonului. În orașe, tunsul gazonului poate reprezenta până la 10% din cantitatea totală de hidrocarburi eliberate în atmosferă.

## Rolul biologic
Substanțele volatile din frunze verzi sunt compuși organici volatili care joacă un rol important în comunicarea plantelor⁠(d) și apărarea plantelor împotriva erbivorelor⁠(d). Eliberarea acestor substanțe funcționează ca un semnal de primejdie pentru alte plante că pericolul este iminent. Substanțele pot atrage prădătorii insectelor care mănâncă iarbă, și s-a demonstrat că unele specii de insecte și păsări răspund la eliberarea de astfel de substanțe de către anumite plante rănite.

## Percepția umană și memoria olfactivă

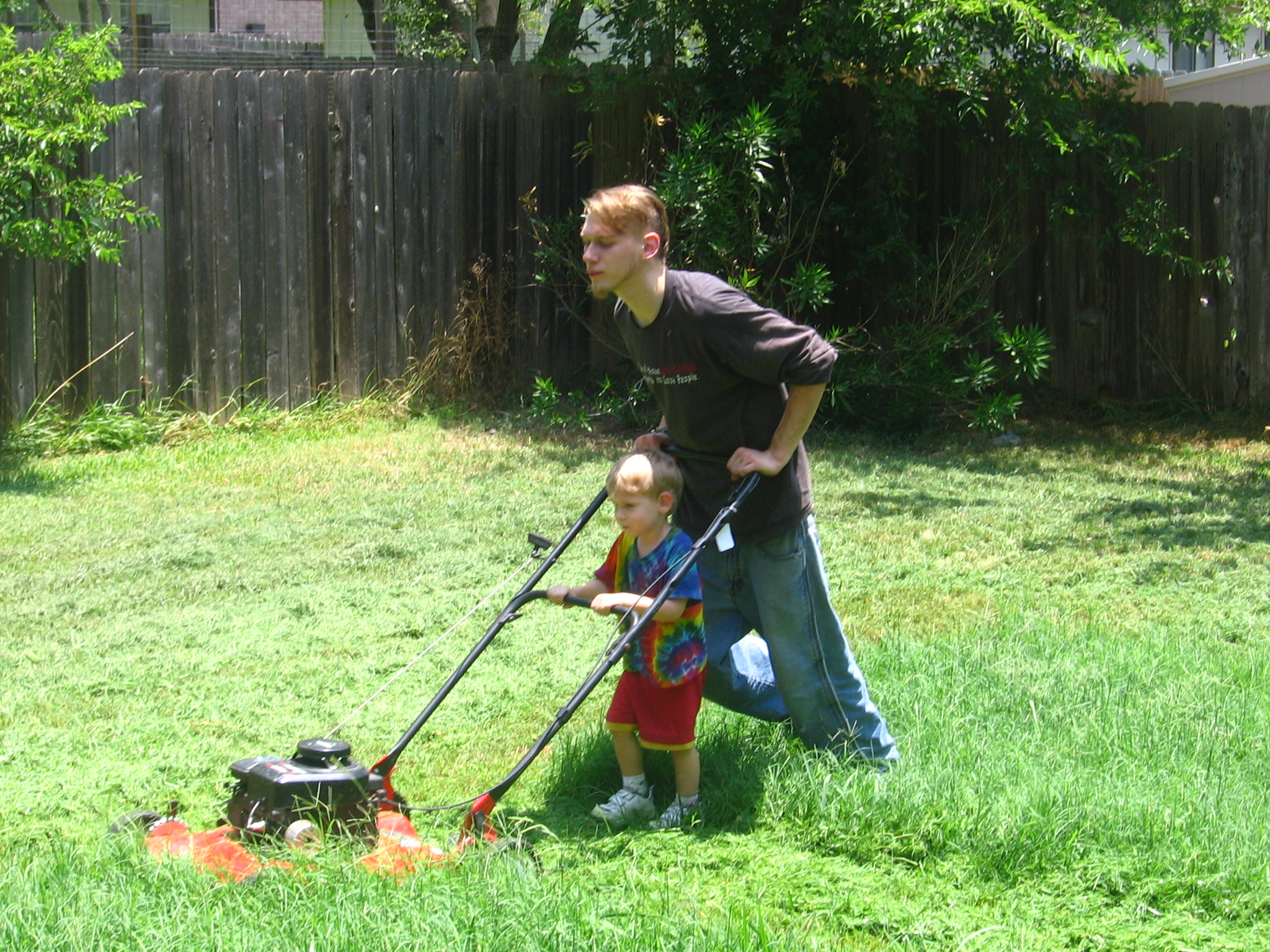
Mirosul de iarbă proaspăt tăiată poate evoca asocieri cu munca în curte.

Pentru oameni, mirosul de iarbă proaspăt tăiată este legat prin memoria olfactivă⁠(d) de experiențe legate de gazon, mașini de tuns iarba sau cosit și manipularea fânului. Mirosul poate evoca nostalgie, provocând asocieri cu primăvara sau vara, parcuri, terenuri de golf sau pregătiri pentru evenimente sportive.
Mirosul de iarbă proaspăt tăiată este descris ca un miros de frunze sau „de verde”. Asocierile pozitive cu substanțele eliberate de ierburi se pot datora asemănării lor cu cele eliberate de plantele comestibile, cum ar fi legumele, atunci când sunt coapte.
Mirosul de iarbă proaspăt tăiată a fost descris ca „înălțător”, iar studiile comportamentale au arătat că mirosul are un „efect de vindecare asupra daunelor psihologice cauzate de stres”. Hexanalul, care seamănă cu mirosul de iarbă proaspăt tăiată, poate crește încrederea interpersonală.
Un caz privind mărcile înregistrate în fața Biroului pentru Armonizarea Pieții Interne⁠(d) a UE a abordat o încercare de a înregistra o marcă comercială pentru mirosul de iarbă proaspăt tăiată ca utilizare la mingile de tenis⁠(d). O comisie de apel a constatat că „mirosul de iarbă proaspăt tăiată este un miros distinct pe care toată lumea îl recunoaște imediat din experiență. Pentru mulți, mirosul sau parfumul de iarbă proaspăt tăiată le amintește de primăvară sau vară, de gazon îngrijit sau de terenuri de joacă sau alte experiențe plăcute similare.”
Fericirea din copilărie poate avea o influență asupra experienței subiective a mirosului. Într-un studiu, s-a cerut participanților să spună ce amintiri le trezește mirosul de iarbă proaspăt tăiată. Cei născuți înainte de 1960 își amintesc mai ales de o copilărie fericită, în timp ce cei născuți după 1960 au descris o copilărie nefericită. Subiecții născuți mai devreme erau mândri de responsabilitatea tunsului ierbii, în timp ce cei născuți mai târziu asociau mirosul cu munca.
Aproximativ 12% dintre oameni au dificultăți în a simți mirosul de cis-3-hexen-1-ol. O pereche de polimorfisme uninucleotidice din gena OR2J3⁠(d) reduc puternic sensibilitatea la cis-3-hexen-1-ol⁠(d), care dă mirosul de „iarbă tăiată”.
Fosgenul gazos toxic, incolor, miroase a iarbă proaspăt tăiată. Vinul spumant Blanquette de Limoux⁠(d), din soiul Mauzac⁠(d), are arome de iarbă proaspătă tăiată.

## Utilizarea în industrie
Substanțele chimice responsabile pentru mirosul de iarbă proaspăt tăiată sunt folosite ca compuși aromatici⁠(d) în industria parfumurilor. Hexanalul⁠(d) și compușii înrudiți sunt utilizați de industria alimentară în recrearea aromelor de fructe și legume. Producția anuală de cis-3-Hexen-1-ol⁠(d) este de aproximativ 30 de tone. Compusul, care are miros de iarbă proaspăt tăiată, este prezent în mod natural în roșii, kiwi, ulei de măsline și ceai verde.